# ディズニー・ヴィレッジ
ディズニー・ヴィレッジ (Disney Village) は、フランス、マルヌ＝ラ＝ヴァレのディズニーランド・パリ内にあるショッピングモール。1992年4月12日開業。

## 概要
ディズニー・ヴィレッジは、ディズニーランド・パーク（当時ユーロ・ディズニーランド）とマルヌ＝ラ＝ヴァレ＝シェシー駅の間にあったスペースに造る新たなショッピングセンターとして計画された。そしてウォルト・ディズニー・ワールド・リゾート内にあるディズニー・スプリングスをベースとして、著名な建築家であるフランク・ゲーリーによって設計され、1992年に開業した。

## レストラン
- アネット・ダイナー
- ベン&ジェリーズ
- ビリー・ボブ・カントリー・ウエスタン・サルーン
- バッファロー・ビル・ワイルド・ウエストショー
- カフェ・ミッキー
- アール・オブ・サンドウィッチ
- キング・ラディック・キャッスル
- ラ・グランジ
- マクドナルド
- ニューヨークスタイル・サンドイッチ
- プラネット・ハリウッド
- レインフォレスト・カフェ
- スターバックス
- ステーキハウス

## ショップ
- ワールド・オブ・ディズニー
- ディズニーストア
- ディズニー・ファッション
- ディズニー・ギャラリー
- ワールド・オブ・トイ
- レゴ・ストア
- プラネット・ハリウッド・ギフト
- レインフォレスト・カフェ リテイル・ショッピング・ビレッジ